# Tachiarai
Tachiarai (大刀洗町?) è una cittadina giapponese della prefettura di Fukuoka.